# TuS Helene Essen
TuS Helene Essen is een Duitse voetbalclub uit Essen, Noordrijn-Westfalen, meer bepaald uit het stadsdeel Altenessen.

## Geschiedenis
De club werd opgericht in 1928. In 1940 promoveerde de club naar de Gauliga Niederrhein, toen de hoogste klasse. Helene werd meteen kampioen en kwalificeerde zich zo voor de eindronde om de landstitel. In een groep met VfL Köln 1899, Kickers Offenbach en FC Mülhausen 93 werd de club derde. In de Tschammerpokal werd de club in de eerste ronde uitgeschakeld door Westende Hamborn. Na een middelmatig seizoen werd de club in 1942/43 vicekampioen achter Westende Hamborn. Het volgende seizoen werd de club derde.
Na de Tweede Wereldoorlog werden alle Duitse voetbalclubs ontbonden. De club werd heropgericht als VfR 1928 Essen en in 1950 werd opnieuw de oude naam aangenomen. De club zakte weg in de anonimiteit. In de jaren tachtig volgde een korte heropleving na drie promoties op rij van de Kreisliga tot de Verbandsliga, waar de club van 1983 tot 1986 speelde. De club zakte daarna weer terug tot de Kreisliga.
Begin jaren 2000 schopte de club het nog tot de Landesliga maar in 2010 en 2012 degradeerde de club weer verder.

## Erelijst
Gauliga Niederrhein
1941